# Jefferson Fredo Rodrigues
Jefferson Fredo Rodrigues (sinh ngày 28 tháng 2 năm 1978) là một cầu thủ bóng đá người Brasil.

## Sự nghiệp câu lạc bộ
Jefferson Fredo Rodrigues đã từng chơi cho Verdy Kawasaki.

## Thống kê câu lạc bộ

### J.League
| Đội            | Năm       | J.League | J.League | J.League Cup | J.League Cup | Tổng cộng | Tổng cộng |
| Đội            | Năm       | Trận     | Bàn      | Trận         | Bàn          | Trận      | Bàn       |
| -------------- | --------- | -------- | -------- | ------------ | ------------ | --------- | --------- |
| Verdy Kawasaki | 1999      | 21       | 3        | 3            | 2            | 24        | 5         |
| Tổng cộng      | Tổng cộng | 21       | 3        | 3            | 2            | 24        | 5         |